# Amphithemis curvistyla
Amphithemis curvistyla är en trollsländeart som först beskrevs av Selys 1891.  Amphithemis curvistyla ingår i släktet Amphithemis och familjen segeltrollsländor. IUCN kategoriserar arten globalt som otillräckligt studerad. Inga underarter finns listade i Catalogue of Life.